# Emma Thall
Emma Thall, född 14 januari 1984, är en fotbollsspelare (forward) från Sverige som spelar i Piteå IF sedan säsongen 2009.